# George John Maltese
Pour les articles homonymes, voir Maltese.
George John Maltese (né le 24 juin 1931 à Middletown (Connecticut), où il est mort le 23 octobre 2009)  est un  mathématicien américain spécialisé dans le domaine de recherche de l'analyse fonctionnelle.

## Biographie
Maltese est né à Middletown dans une famille originaire d'Italie. Entre 1949 et 1953 il est étudiant à l'Université Wesleyenne, où il obtient un B.A. en mathématiques. De 1953 à 1954 il bénéficie d'une bourse du Fulbright et il séjourne à l'Université Johann Wolfgang Goethe de Francfort-sur-le-Main (Germany). De 1956 à 1960 il étudie à l'université Yale. Il y obtient en un Ph.D. sous la direction de Cassius Ionescu-Tulcea (en) avec une thèse intitulée Generalized Convolution Algebras and Spectral Representations. En 1960–1961 il est Fellow de l'OTAN à l'Université de Göttingen. Il est ensuite instructeur au  MIT à Cambridge et en 1963 rejoint l'Université du Maryland où il travaille comme professeur, titulaire à partir de 1969 et jusqu'en 1973, avec des séjours comme professeur invité à l'université de Francfort en 1966-67 et 1970-71. 
En 1973 Maltese part pour l’Allemagne où il est nommé professeur titulaire de mathématiques à l'Université de Münster; il y travaille jusqu'à sa retraite en 1996. Il est doyen du département de mathématiques en 1976-77. Il était aussi l'un des continuateurs, avec  Reinhold Remmert et Christopher Deninger du journal Münster Journal of Mathematics. 
Maltese est professeur invité à l’université de Palerme en 1970–71, à l'université de Bari en 1979, à l'Université de Kuwaït (en) en 1977, à l'Université de Bahreïn en 1988–89 et à l'une des universités d'Oman en 1990–91. 
Son thème de recherche, à l'intérieur du champ de l'analyse fonctionnelle concerne principalement l'analyse harmonique, la théorie des algèbres de Banach, les représentations intégrales dans les ensembles convexes, et la théorie des approximations de Korovkin.
Le Mathematics Genealogy Project énumère 17 étudiants de Maltese avec thèse, parmi lesquelles Ferdinand Beckhoff (habilitation en 1994) et Anand Srivastav (professeur d'informatique à l'University of Kiel).
Depuis 1987, Maltese était membre de l'Academia nazionale di szienze, lettere e arti di Palermo (it). Après sa retraite, Maltese retourne avec sa femme Marlene (née Kunz) à  Middletown et à l'Université Wesleyenne.

## Travaux (sélection)
- « Convex ideals and positive multiplicative forms in partially ordered algebras », Math. Scand. 9, 372–382 (1961).
- « Spectral representations for solutions of certain abstract functional equations », Compos. Math. 15, 1–22 (1961).
- « Spectral representations for some unbounded normal operators », Trans. Am. Math. Soc. 110, 79–87 (1964).
- avec R. S. Bucy, « Extreme positive definite functions and Choquet’s representation theorem », Journal of Mathematical Analysis and Applications J. Math. Anal. Appl. 12, 371–377 (1965).
- avec R. S. Bucy, « A representation theorem for positive functionals on involution algebras », Math. Ann. 162, 364–367 (1966).
- « Multiplicative extensions of multiplicative functionals in Banach algebras », Arch. Math. 21, 502–505 (1970).
- « On Bauer’s characterization of extreme points », Math. Ann. 184, 326–328 (1970).
- « Extensions of pure states in normed spaces », Rend. Circ. Mat. Palermo, II. Ser. 25, 83–88 (1976).
- « Convexity methods and the Choquet boundary in Banach algebras », Boll. Unione Mat. Ital., V. Ser., A 15, 131–136 (1978).
- « Integral representation theorems via Banach algebras », Enseign. Math., II. Sér. 25, 273–284 (1979).
- « A remark on the existence of nonannihilating vectors and functionals in normed spaces », Boll. Unione Mat. Ital., V. Ser., A 17, 128–130 (1980).
- « Prime ideals are dense in maximal ideals of continuous functions », Rend. Circ. Mat. Palermo, II. Ser. 30, 50–52 (1981).
- « Extreme points of intervals in C * -algebras », Arch. Math. 45, 354–358 (1985).
- « A simple proof of the fundamental theorem of finite Markov chains », Amer. Math. Monthly 93, 629–630 (1986).
- avec Gerd Niestegge, « A linear Radon–Nikodým type theorem for C*-algebras with applications to measure theory », Ann. Sc. Norm. Super. Pisa, Cl. Sci., IV. Ser. 14, No.2, 345–354
- avec Regina Wille-Fier, « A characterization of homomorphisms in certain Banach involution algebras », Stud. Math. 89, No.2, 133–143 (1988).
- « Extreme positive functionals and ideals of finite codimension in commutative Banach *-algebras », Atti Semin. Mat. Fis. Univ. Modena 39, No.2, 569–580 (1991).
- « A representation theorem for positive functionals on involution algebras (revisited) », Boll. Unione Mat. Ital., VII. Ser., A 8, No.3, 431–438 (1994).
- « Some remarks on the Riesz representation theorem in Hilbert space », Boll. Unione Mat. Ital., VII. Ser., B 11, No.4, 903–907 (1997).
- « The role of convexity in existence theorems for invariant and hyperinvariant subspaces in Hilbert spaces », Rend. Circ. Mat. Palermo, II. Ser. 49, No.2, 381–390 (2000).